# Tacfarines
Tacfarines   (Tagaste, segle I aC - bisbat de Pomaria, 24 dC) o Tacfarinas (en llatí Tacfarinas, en llengua númida Taqpharinat) va ser un cap númida del temps de l'emperador Tiberi.
Havia servit amb les tropes auxiliars romanes, però va desertar i va reunir una partida de bandolers entre els que va introduir la disciplina romana. Amb aquesta partida es va imposar com a cap de la tribu dels musulamis, fronterera amb el regne de Mauritània Llavors se li van unir els maures, dirigits per Mazippa i l'any 18 es va arriscar a presentar batalla al procònsol romà d'Àfrica Marc Furi Camil, però va ser derrotat i va sofrir fortes pèrdues.
Es va reorganitzar durant dos anys i l'any 20 va atacar altre cop la província romana d'Àfrica, saquejant tot el que va poder i devastant el país. Una cohort romana estacionada prop del riu Pagyda (potser el modern Abeadh) va ser derrotada pels invasors, però llavors el procònsol Luci Aproni (successor de Camil) va enviar altres forces que el van derrotar i el van forçar a retirar-se al desert.
Tot i així Tacfarines va poder reagrupar un nou exèrcit i l'any 22 va enviar ambaixadors a Tiberi exigint aprovisionaments per les seves tropes, amenaçant en cas de refús amb la guerra perpètua. Tiberi, indignat, va donar instruccions a Quint Juni Bles, nomenat procònsol d'Àfrica, de capturar a Tacfarines; però Bles no ho va aconseguir; el va derrotar en diversos encontres parcials, però mai va poder agafar al cap rebel però va arribar a empresonar el seu germà.
L'any 24 Tacfarines, amb un exèrcit d'uns milers d'homes va atacar altre cop la província on ara governava Publi Corneli Dolabel·la. Dolabel·la, que va tenir l'ajut del rei Ptolemeu de Mauritània, va derrotar els rebels i Tacfarines va morir en la batalla. Ptolemeu va rebre com agraïment la toga picta i el ceptre (un signe d'amistat de Roma).